# Clathrulinidae
A Clathrulinidae a Rhizaria Cercozoa csoportjának kládja, a Desmothoracida egyetlen ismert kládja. 6 nemzetsége az Actinosphaeridium, a Cienkowskya, a Clathrulina, a Hedriocystis, a Servetia és a Penardiophrys.

## Történet
A Desmothoracidát 1874-ben írták le Richard Hertwig és Edmund Lesser Desmothoraca néven a napállatkák Skeletophora csoportjában 2 nemzetséggel és 2 fajjal (Hedriocystis pellucida, Clathrulina elegans), meghatározását 1964-ben módosította Honigberg, és ekkor alakult ki jelenlegi neve. A Clathrulinidaet szintén 1874-ben írta le Carl Friedrich Wilhelm Claus. 1993-ban Cavalier-Smith a napállatkák Nucleohelea törzsébe sorolta. Bass et al. 2008-as tanulmánya szerint „álnapállatkaklád” volt.
Eredeti leírása szerint egykamrás, szilárd, összefüggő, a Monothalamea egykamrás házaitól homaxon alapformájában különböző héjú egysejtűek kládja volt.
2000-ben 5 nemzetsége volt 10 fajjal.
2004-ben Nikolaev et al. SSU rRNS- és aktingén-szekvenciákkal igazolták, hogy a Rhizaria klád, míg a napállatkák polifiletikus csoportot alkotnak, vagyis a hozzájuk hasonló morfológia 1-nél többször alakult ki az evolúció során, alátámasztva korábbi ultraszerkezeti elemzések eredményeit.
Thomas Cavalier-Smith 2018-ban a Desmothoracida és a sugárállatkák axopódiumait a Chromista közös ősének átfutó sávjából vezette le, mely számos sárgásmoszat- és Alveolata-fajban változatlanul fennmaradt.

## Genetika
Csak 2 faj 18S rRNS- és aktingénje szekvenált részben, de 3 meg nem nevezett fajnak is szekvenálták már 18S rRNS-génje egy részét.

## Filogenetika
Az Actinosphaeridiumot 2000-ben bazális Clathrulinidae-nemzetségként írta le Mikrjukov 2000-ben.
A Cercozoa Granofilosea kládjának tagja a Handbook of the Protists 2020-as változata szerint.:6
A kládon belül ismeretlen helyzetű a Servetia. Ez gömbölyű csupasz fejjel és széles alapú üreges tönkkel rendelkezik.:10
Testvércsoportja Rainer 1968-as tanulmánya szerint a Belonocystis, de e csoport szilikátpikkelyes héjú. Ezzel szemben Adl et al. 2019-es rendszertanában a Massisteridae ribocsoport szerepel testvércsoportként.

## Morfológia
Sejten kívüli kapszulája vagy héja (lorica) a szubsztráthoz csatlakozik, vagy (az életciklus kezdeti állapotában) az egész sejt szabadon lebeg. A sejt körül ezenkívül nyálkás hüvely lehet, mely egyes fajokban rácsos. Állábai általában axopódiumok, de anasztomózist képezhetnek; és nem rendezett mikrotubulusok támasztják. Elrendezésük nem szabályos, ahogy a héjon lévő nyílásoké se. Extruszómái a többi Cercozoa-kládhoz hasonlók. Cisztamembránja tüskés lehet.
Mitokondriuma cristái tubulárisak. Extruszómái a Centroplasthelida-kinetociszták megfelelői. Kinetoszómáit sűrű mátrix kapcsolja a mag elejéhez.
Mikrotubulus-szervező központja a külső magmembrán közelében, a sejt közepén található.:8 Az axonémák a magmembránon érnek véget, mikrotubulus-csoportjaik rendezetlenek.:10
Trofikus fázisa ostorgyökerei többszörös átmenő sávval rendelkezhetnek.

## Élőhely
Savas lápokban és magas oxigén- és szervesanyag-tartalmú vizekben él – például a Clathrulina elegans 4,3–5,1 közti pH-jú területekben található –, de a Cienkowskya mereschkovskyit Villeneuve Villefranche melletti 3,7–3,8% sótartalmú vízben izolálta. A Cienkowskya széles hőmérsékleti tartományban él: élnek fajai a 2 °C átlaghőmérsékletű Fehér-tengerben, Villefranche közelében és Sete melletti sólápokban, ahol 30 °C körüli hőmérséklet is előfordulhat.:5–6
Kis mennyiségben előfordulhat bányák meddőgátjaiban, például a Doce folyó melletti vasbányákban.
A Genfi-tóban megtalálható.

## Életmód
Szabadon élő klád ismert patogén fajok nélkül, de nem ismert, hogy valóban nincs-e patogén faja – a földrajzi, éghajlat-, ökoszisztéma-változások és a mutációk fertőző fajait hozhatják létre.

## Életciklus
Életciklusa legalább 2 – kétostorú és amőboid – szakaszból áll. Egyes fajok kolóniát képezhetnek, emellett a legtöbb fajban vannak összetett ciszták. A kis, általában kétostorú mozgó sejtek csírázásával szaporodik. Ezután az ostorok eltűnnek, és létrejönnek az állábak és a lorica. Általában egy hosszú állábból üreges, nem sejtplazmás tönk alakul ki, mely a sejtet a szubsztráthoz rögzíti.

## Fordítás
Ez a szócikk részben vagy egészben  a   Desmothoracid című angol Wikipédia-szócikk ezen változatának fordításán alapul.  Az eredeti cikk szerkesztőit annak laptörténete sorolja fel. Ez a jelzés csupán a megfogalmazás eredetét és a szerzői jogokat jelzi, nem szolgál a cikkben szereplő információk forrásmegjelöléseként.